# Donore Megalithic Tomb
Donore Megalithic Tomb (lokal auch als „The Fairy Stone“ – dt.: „Feenstein“ bezeichnet) befindet sich in einem kleinen Wald im Townland Donore (irisch Dún Uabhair  – dt.: „Festung des Stolzes“), der 1,5 km östlich des River Barrow und 2,5 km südlich von Muine Bheag im County Carlow in Irland liegt.
Die dem Typ und der Ausrichtung nach unbestimmbare Megalithanlage besteht aus einer massiven Granitplatte von 2,95 × 3,6 m, die in zwei Teile zerbrochen ist. Der Deckstein wird im Norden von einem aufrechten Stein von 2,1 m Länge und 1,3 -1,0 m Höhe gestützt und ruht im Süden auf dem natürlichen Felsboden. Es kann nicht mit Sicherheit bestimmt werden, dass es sich hierbei um eine originäre Megalithanlage handelt.
In der Nähe liegt das Ballymoon Castle.